# Parksville (British Columbia)
Parksville ist eine Kleinstadt im Westen der kanadischen Provinz British Columbia. Sie liegt an der Kreuzung der Highways 4A und 19A auf Vancouver Island, im Regional District of Nanaimo.

## Geografie
Parksville befindet sich rund 7 Kilometer südöstlich von Qualicum Beach und etwa 37 Kilometer nordwestlich von Nanaimo. An der Parksville Bay, unmittelbar an der Ostküste von Vancouver Island gelegen, liegt die Stadt direkt an der Straße von Georgia. 5 Kilometer östlich des Ortes liegen die Ballenas Islands.

## Geschichte
Die Geschichte der Ansiedlung reicht weiter zurück als nur die allgemeine Betrachtung durch Europäer, da vor einer Ansiedlung von Europäern das Gebiet schon Siedlungs- und Jagdgebiet der First Nations war.
Die erste Erwähnung in Karten findet sich durch die Spanier 1791. Dabei wird das Gebiet zwischen dem Englishman River (spanische Bezeichnung „Rio de Grullas“) und dem French Creek (spanische Bezeichnung „Punta de Leonardo“) beschrieben. Durch die Engländer erfolgte eine erste Erwähnung 1873 mit der Farm eines gewissen John Hirst. 1877 wurde hier dann ein Postoffice eingerichtet. 1901 erreichte dann die Esquimalt and Nanaimo Railway den Ort und sorgte für weiteres Wachstum. Mit der Eisenbahn begann dann auch der Tourismus in Parksville. Bisher hat der Ort hauptsächlich von Forst- und Landwirtschaft gelebt hatte.
Die Zuerkennung der kommunalen Selbstverwaltung (incorporated) für die Gemeinde (Village) erfolgte am 19. Juni 1945. Die Anerkennung als Stadt (Town) erfolgte am 30. März 1978, sowie als Stadt (City) am 1. Mai 1986.

## Demographie
Der Zensus im Jahre 2011 ergab für die kleine Stadt eine Bevölkerungszahl von 11.977 Personen. 2011 lebten in der Metropolregion 27.822 Personen.

## Verkehr
Öffentlicher Personennahverkehr wird örtlich und regional durch Buslinien des „Regional District of Nanaimo Transit System“ angeboten, welches von BC Transit in Kooperation betrieben wird. Dazu gehören neben Verbindungen nach Nanaimo auch Verbindungen zum Campus der Vancouver Island University, dem Flughafen Nanaimo und dem Departure Bay Ferry Terminal. Die Buslinien verbinden die Gemeinde auch mit Lantzville und Qualicum Beach.

## Trivia
In der Stadt findet seit 1982 jedes Jahr, im Rahmen des „Beachfest“, ein Sandskulpturenwettbewerb statt. Dieser ist ein Qualifikationswettbewerb für die „World Championship of Sand Sculpting“.